# Акино Акино, Деметрио Игнасио
Диметрио Ингасио Акино Акино (исп. Demetrio Ignacio Aquino Aquino, 22 декабря 1926 года, Карагуатай, Парагвай — 11 августа 2003 года, Каакупе, Парагвай) — католический прелат, епископ Каакупе с 12 июня 1971 года по 1 ноября 1994 год.

## Биография
Родился 22 декабря 1926 года в городе Карагуатай, Парагвай. Изучал богословие в Буэнос-Айресе, где получил лицензиат. 13 декабря 1953 года был рукоположен в священника для служения в епархии Каакупе. Преподавал на философском факультете Католического университете в Консепсьоне. В 1966 году был назначен генеральным викарием епархии Каакупе. 
12 июня 1971 года Римский папа Павел VI назначил Диметрио Игнасио Акино Акино епископом Каакупе. 1 августа 1971 года состоялось рукоположение в епископа, которое совершил архиепископ Асунсьона Исмаэль Блас Ролон Сильверо в сослужении с епископом Консепсьона и Чако Анибалом Марисевичем Флейтасом и Вильяррики-дель-Эспириту-Санто Фелипе Сантьяго Бенитес Авалос.
1 ноября 1994 года подал в отставку. Скончался 11 августа 2003 года в Каакупе.